# Naomi Van Den Broeck
Naomi Van Den Broeck (* 3. Januar 1996 in Leiden, Niederlande) ist eine belgische Leichtathletin, die sich auf den Sprint spezialisiert hat.

## Leben
Naomi Van Den Broeck wurde als Tochter eines belgischen Vaters und einer senegalesischen Mutter geboren. Als sie ein Jahr alt war, zog sie mit ihrer Familie nach Antwerpen. Nach vier Jahren in Belgien zog die Familie für fünf Jahre nach Südafrika und anschließend für drei Jahre nach Jamaika, bevor sie nach Norwegen umzog. Sie studiert dort Medizin an der Universität Oslo.

## Sportliche Laufbahn
Erste internationale Erfahrungen sammelte Van Den Broeck im Jahr 2015, als sie bei den Junioreneuropameisterschaften in Eskilstuna in 12,04 s den siebten Platz im 100-Meter-Lauf belegte und mit der belgischen 4-mal-100-Meter-Staffel mit 46,00 s den Finaleinzug verpasste. 2017 gewann sie bei den Spielen der Frankophonie in Abidjan in 24,24 s die Bronzemedaille im 200-Meter-Lauf hinter der Kongolesin Natacha Ngoye Akamabi und Sarah Atcho aus der Schweiz. 2021 nahm sie mit der belgischen 4-mal-400-Meter-Staffel an den Olympischen Sommerspielen in Tokio teil und belegte dort mit neuem Landesrekord von 3:23,96 min im Finale den siebten Platz. Im Jahr darauf startete sie mit der Staffel bei den Hallenweltmeisterschaften in Belgrad und belegte dort in 3:33,61 s den sechsten Platz. Im Juli schied sie bei den Weltmeisterschaften in Eugene mit 53,16 s in der ersten Runde aus und verhalf der Frauenstaffel zum Finaleinzug. Anschließend kam sie bei den Europameisterschaften in München mit 52,80 s nicht über den Vorlauf hinaus, verhalf der Staffel aber zum Finaleinzug.
2023 startete sie mit der 4-mal-400-Meter-Staffel bei den Weltmeisterschaften in Budapest und verhalf dort dem Team zum Finaleinzug. Im Jahr darauf belegte sie bei den Hallenweltmeisterschaften in Glasgow in 3:28,05 min den vierten Platz mit der Staffel. Im Mai wurde sie bei den World Athletics Relays in Nassau in 3:26,79 min Zweite im C-Lauf in der 2. Qualifikationsrunde über 4-mal 400 Meter für die Olympischen Spiele in Paris und sicherte damit Belgien einen Startplatz. Im Juni belegte sie bei den Europameisterschaften in Rom in 3:11,03 min den vierten Platz in der Mixed-Staffel und stellte damit einen neuen Landesrekord auf. Zudem gewann sie mit der Frauenstaffel in 3:22,95 min gemeinsam mit Imke Vervaet, Cynthia Bolingo Mbongo und Helena Ponette die Bronzemedaille hinter den Teams aus den Niederlanden und Irland. Im August belegte sie bei den Olympischen Sommerspielen in Paris in 3:09,36 min den vierten Platz in der Mixed-Staffel und schied über 400 Meter Hürden mit 54,94 s im Semifinale aus.
In den Jahren 2021 und 2022 wurde Van Den Broeck belgische Meisterin im 400-Meter-Lauf sowie 2024 über 400 Meter Hürden. 2016 und 2018 wurde sie Hallenmeisterin über 200 Meter sowie 2016 auch im 60-Meter-Lauf und 2022 und über 400 Meter.

## Persönliche Bestleistungen
- 100 Meter: 11,65 s (+1,9 m/s), 16. Juli 2015 in Eskilstuna
  - 60 Meter (Halle): 7,50 s, 20. Februar 2016 in Gent
- 150 Meter: 17,68 s, 28. April 2024 in Willemstad
- 200 Meter: 23,38 s (+0,6 m/s), 17. Juni 2023 in Meilen
  - 200 Meter (Halle): 23,63 s, 4. Februar 2024 in Gent
- 400 Meter: 50,80 s, 21. Juni 2024 in Madrid
  - 400 Meter (Halle): 52,01 s, 23. Februar 2024 in Madrid
- 400 Meter Hürden: 54,80 s, 30. Juni 2024 in Brüssel